# Klaus Albrecht Schröder

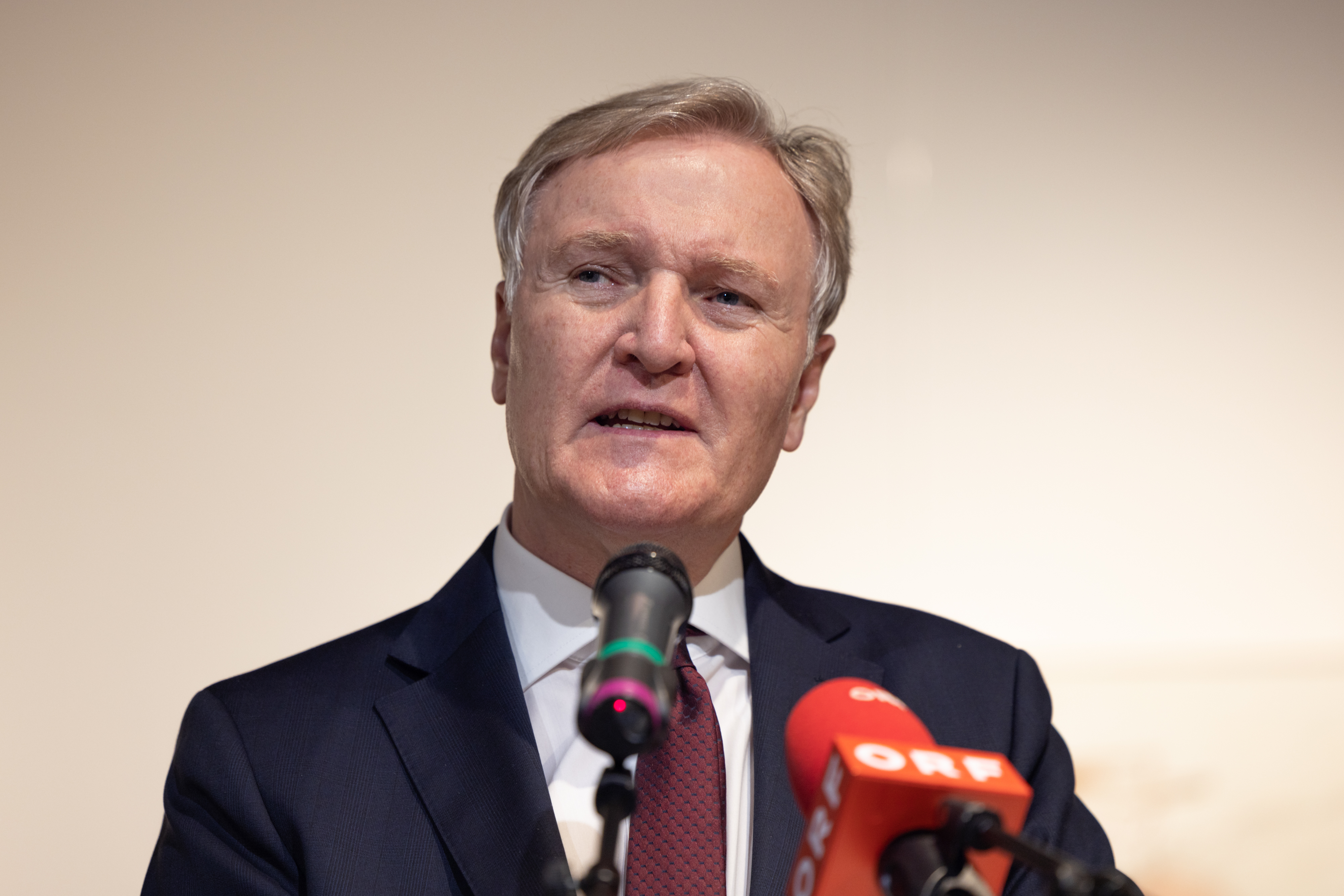
Klaus Albrecht Schröder (2023)

Klaus Albrecht Schröder (* 15. September 1955 in Linz) ist ein österreichischer Kunsthistoriker und Museumsleiter. Nachdem er rund zwölf Jahre lang das BA-CA Kunstforum geleitet hatte, war er von 1999 bis 2024 Direktor der Albertina in Wien.

## Leben
Schröder besuchte in seiner Heimatstadt Linz Volksschule und Gymnasium und maturierte 1975 am BORG Linz und studierte von 1976 bis 1983 Kunstgeschichte und Geschichte an der Universität Wien. Er wurde 1995 mit einer Dissertation über den österreichischen Maler Richard Gerstl promoviert. Über den ORF, für den er während seines Studiums von 1981 bis 1983 als Radiosprecher tätig war, fand er eine Anstellung bei der Stadt Wien und fungierte 1987/88 als Kabinettchef von Kulturstadträtin Ursula Pasterk. Von 1988 bis 1992 gab Schröder die Zeitschrift Kunstpresse heraus. 
Von 1988 bis Juni 2000 leitete er das 1988 unter dem Namen Kunstforum der Länderbank gegründete BA-CA Kunstforum. Der Schwerpunkt der Ausstellungen des Kunstforums lag im Bereich der bildenden Kunst des 20. Jahrhunderts. 1989 baute der Architekt Gustav Peichl die Ausstellungshalle um und setzte mit seinem Eingangsportal ein architektonisches Signal. Die erste Ausstellung des neuen Kunstforums war „Egon Schiele und seine Zeit“ aus der Sammlung Leopold. Die bisher erfolgreichste Ausstellung des Kunstforums war Cézanne. Vollendet – Unvollendet, die von Jänner bis April 2000 knapp 300.000 Besucher verzeichnen konnte.
Seit 1996 ist Schröder Präsident der Interessensgemeinschaft österreichischer Museen und Ausstellungshäuser (IMA). Von 1996 bis 1999 war er Vorstandsmitglied und kaufmännischer Direktor der Stiftung Leopold und Baukoordinator für die Errichtung des heutigen Leopold Museums.
1996 wurde er im Auftrag der Salzburger Landesregierung zum Koordinator des Landesmuseums bestellt,  mit dem Auftrag, neue Standorte und eine neue Positionierung der Museen für zeitgenössische Kunst und für die Salzburger Landes- und Kulturgeschichte zu entwickeln. Auf ihn geht die Errichtung und Planung des Museums auf dem Mönchsberg zurück, die Übersiedlung des Landesmuseums Carolino Augusteum in die Neue Residenz und deren Etablierung als Salzburg Museum. Mit seiner Ernennung zum Direktor der Albertina im Jahre 1999 hat er diese Funktionen zurückgelegt. 
Im Jahr 1999 wurde Schröder auf Vorschlag von Unterrichtsministerin Elisabeth Gehrer (Bundesregierung Klima) von Bundespräsident Thomas Klestil zum Direktor der Graphischen Sammlung Albertina berufen. Zum 1. Jänner 2000 wurde das Museum aus der Bundesverwaltung ausgegliedert und in eine wissenschaftliche Anstalt öffentlichen Rechts umgewandelt (siehe Bundesmuseen). Nach Renovierungs- und Erweiterungsarbeiten wurde die Albertina 2003 wiedereröffnet. Die Kernbestände der Albertina reichen von der Gotik bis zur Gegenwart. Zusätzlich konnte während seiner Direktion die Leihgabe der Sammlung Batliner für das Museum erwirkt werden.
Schröder ist Mitglied des wissenschaftlichen Beirats der Berliner Museen und Berater der Deutschen Bank Österreich. Seit Mai 2000 ist Klaus Albrecht Schröder österreichischer  Vertreter im Auswahlgremium der Ausstellungen des Europarates. Der Kunsthistoriker und Kulturmanager hält weltweit Vorträge über Museumsmanagement und unterrichtet am Institut für kulturelles Management der Universität für Musik und darstellende Kunst Wien, am Kuratorenlehrgang der Landesakademie Niederösterreich in Krems und an der Webster University Vienna.
Klaus Albrecht Schröder, der sich von Beginn an stark für den Erhalt der Sammlung Essl aussprach, konnte große Teile der Sammlung als Dauerleihgabe für die Albertina (Wien) im Jahr 2017 übernehmen.
2018 entschloss sich Karlheinz Essl senior gemeinsam mit seiner Frau Agnes und seinem Sohn Martin, deren verbliebene Anteile an der Sammlung Essl der Albertina zu schenken. Die Schenkung umfasste 1.323 Kunstwerke.
Später kam Schröder mit Hans Peter Haselsteiner und der Familie Essl überein, nach der Zusammenführung der Sammlung Essl mit den Sammlungen der Gegenwartskunst der Albertina ein eigenes Museum für moderne Kunst unter der Führung der Albertina zu gründen. Dieses Vorhaben wurde von Beginn an von der Politik unterstützt. 
Als Ort für dieses neue Museum für moderne Kunst konnte das Künstlerhaus Wien am Wiener Karlsplatz gewonnen werden, an dem Hans Peter Haselsteiner 2016 die Mehrheit erworben hatte. Nach coronabedingter Verschiebung eröffnete Schröder die Albertina Modern schließlich am 27. Mai 2020. Am 9. April 2024 eröffnete er die Albertina Klosterneuburg als dritten Standort.
Anfang 2023 gab er bekannt, sich bei der Ausschreibung für die nächste Periode nicht mehr zu bewerben. Sein Vertrag als Chef der Albertina wurde bis Ende 2024 abgeschlossen. Im Juli 2023 wurde Ralph Gleis als sein Nachfolger ab dem 1. Jänner 2025 vorgestellt.

## Kritik
Bestimmte Maßnahmen Schröders waren bei einigen österreichischen Denkmalschützern umstritten, so der Abbruch des Bibliotheksgangs sowie das von Hans Hollein errichtete Flugdach über dem Museumsaufgang zur Albertina. 
Kritisch sehen österreichische Museumsexperten die inhaltliche Überschneidung der Albertina mit dem Kunsthistorischen Museum, dem MUMOK und auch der neuen Galerie Belvedere, die sich aus den Sammlungsbeständen von der Gotik bis zur Gegenwart begründen, und die damit verbundene Abkehr von einem reinen Ausstellungshaus für Grafik. Zum Teil hat das jedoch bereits früher stattgefunden, die Albertina verfügt bereits seit 1920 über eine Architektursammlung, seit dem späten 19. Jahrhundert über eine Miniaturensammlung und seit 1999 über eine Kunstfotografiesammlung. 
2005 kam es zu einer Leihgabe von 57 wertvollen Arbeiten von Albrecht Dürer an das Prado-Museum in Madrid. Dabei wurde von Schröder verabsäumt, eine Ausfuhrgenehmigung einzuholen. Die Leihgabe des konservatorisch äußerst fragilen Feldhasen von Albrecht Dürer von 1502 wurde von österreichischen Denkmalschützern stark kritisiert. Die anfänglich per Bescheid geforderte Rückführung nach vier Wochen wurde von Ministerin Gehrer zurückgenommen, aber die Lichtstärke musste für die restliche Zeit der Ausstellung auf 25 Lux gesenkt werden.
Die Übernahme der „Sammlung Batliner“ im Jahr 2007 – 500 Gemälde mit Schwerpunkt Moderne, russischer Konstruktivismus und deutscher Expressionismus als Dauerleihgabe – wurde als Eingeständnis Schröders gewertet, nach dem Debakel mit der Ausfuhr des Hasen auf die grafische Kernsammlung zu verzichten und stattdessen durch die geliehenen Werke internationales Renommee zu erwerben.
Ein vom Bundesministerium für Bildung, Wissenschaft und Kultur in Auftrag gegebenes, internationales Gutachten kritisiert Schröders Vorgehen in Bezug auf die Restaurierung von fünf Blättern Egon Schieles in der Schweiz. Das Bleichen mit Chloramin T sei „nicht mehr Stand der Technik“. Das Entfernen von 5 mm geknickten Papiers der Zeichnung nannte das Gutachten „ethisch nicht vertretbar“. Der dabei entstehende Materialverlust sei irreversibel und als kosmetische Maßnahme nicht zu rechtfertigen, da ein Teil des Bildes dabei verloren gehe.

## Auszeichnungen
- 2009: Ernennung zum Ritter des Ordens von Oranien-Nassau
- 2010: Großes Ehrenzeichen für Verdienste um die Republik Österreich
- 2011: Ritter des Ordre des Arts et des Lettres
- 2014: Goldenes Ehrenzeichen für Verdienste um das Land Wien
- 2015: Verleihung des Berufstitels Professor[8]
- 2016: Verdienstkreuz 1. Klasse des Verdienstordens der Bundesrepublik Deutschland
- 2016: Orden für Zivile Verdienste des spanischen Ministeriums für auswärtige Angelegenheiten und Kooperation in der Stufe des Kommandeurs
- 2018: Offizier des belgischen Kronenordens

## Publikationen (Auswahl)
- Alfred Kubin: Leben – ein Abgrund, Wien 1985,
- Fotografis. Meisterwerke internationaler Fotografie, Wien 1986
- Die lädierte Welt. Realismus und Realismen in Österreich, Wien 1987 (französische Ausgabe: Brüssel 1987)
- Die Eisenbahn in der Kunst: die Geschichte einer Symbolfigur zwischen 1850 und 1930, Wien 1987
- Oostenrijkse fotografie in de 20ste eeuw, Europalis 87, Brüssel 1987
- Ferdinand Georg Waldmüller, München 1990
- Richard Gerstl: 1883–1908. Dissertation, Universität Wien 1995
- Hans Plank: 1925–1993, Baden 1995
- Egon Schiele: die Verletzung der Scham, München 1995
- Die Neue Sachlichkeit in Österreich. 1918 – 1938, Wien 1995
- Cézanne. Vollendet – Unvollendet, Ostfildern 1999
- Egon Schiele: Eros und Passion, München 1998
- Franz Grabmayr. Ausstellung der Österreichischen Galerie Belvedere, Wolfratshausen 2002
- (Hrsg. mit Hans Ottomeyer, Laurie Winters) Biedermeier. Die Erfindung der Einfachheit. Hatje Cantz, Stuttgart 2006, ISBN 978-3-7757-1795-3
- Monet - Warhol: mistrovská díla z Albertina Museum a Batlinerovy sbírky, Prag 2010
- Zeichnungen von/Drawings by Mel Ramos:100+, Bielefeld 2010
- Egon Schiele: obras del Albertina Museum, Viena 2012